# Hypoptopomatinae
Die Hypoptopomatinae sind eine Unterfamilie der südamerikanische Harnischwelse (Loricariidae). Ihre Schnauze ist mit vielen kleinen Knochenplatten besetzt, in jedem Kiefer besitzen sie eine Reihe zweispitziger Zähne. Cleithrum und Coracoid sind breit und liegen in Form zweier Knochenplatten zwischen den Brustflossen. Der Anus ist durch eine oder mehrere Knochenplatten von der Afterflosse getrennt. Der Schwanzstiel ist rund oder etwas zusammengedrückt. Für Harnischwelse haben sie einen relativ kurzen Darm.

## Gattungen
Die Hypoptopomatinae unterteilen sich in zwei Gattungsgruppen (Tribus) mit über 20 Gattungen.

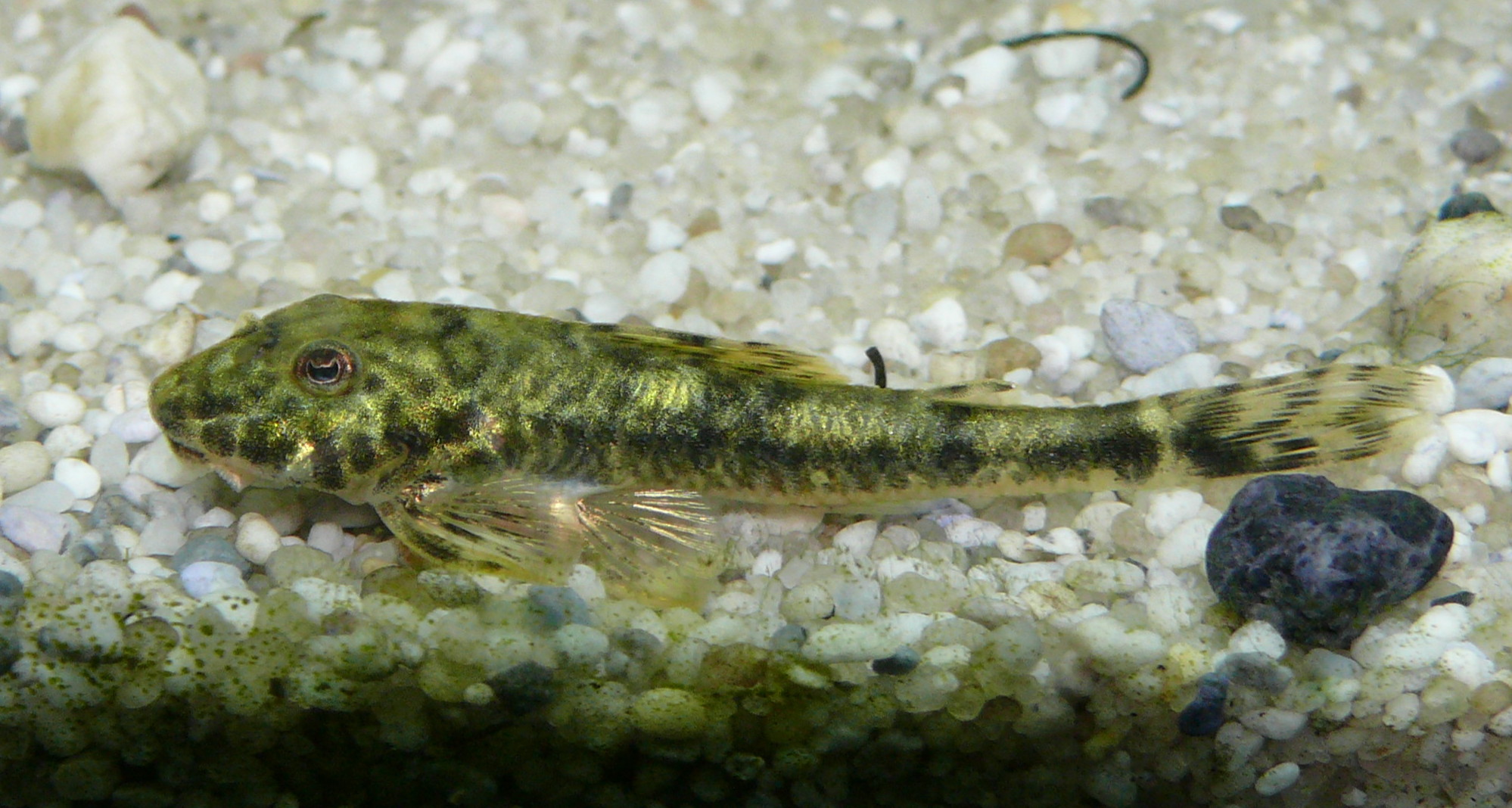
Parotocinclus jumbo

- Tribus: Hypoptopomatini (Schaefer, 1991)
  - Acestridium
  - Hypoptopoma
  - Lampiella
  - Leptotocinclus Delapieve et al., 2017
  - Macrotocinclus
  - Nannoptopoma
  - Nannoxyropsis Delapieve et al., 2017
  - Niobichthys
  - Ohrgitter-Harnischwelse (Otocinclus)
  - Oxyropsis
- Tribus: Otothyrini (Schaefer, 1991)
  - Corumbataia
  - Curculionichthys Roxo et al., 2015[1]
  - Epactionotus
  - Eurycheilichthys
  - Hisonotus
  - Microlepidogaster
  - Otothyris
  - Otothyropsis
  - Parotocinclus
  - Pseudotothyris
  - Rhinotocinclus Reis & Lehmann A., 2022[2]
  - Schizolecis
- incertae sedis
  - Chauliocheilos[3]
  - Gymnotocinclus
  - Plesioptopoma[4]
  - Rhinolekos[5]